# Schlacht von Cropredy Bridge
Die Schlacht von Cropredy Bridge war eine Schlacht des Englischen Bürgerkriegs, die am 29. Juni 1644 zwischen der Parlamentsarmee unter Sir William Waller und der königlichen Armee von König Karl I. geschlagen wurde. Am Ende der Auseinandersetzung zog sich Wallers Parlamentsarmee demoralisiert zurück.

## Vorgeschichte
Das Jahr 1644 begann für die Armee König Karl I. mit einigen militärischen Rückschlägen. Zwei Armeen wurden in den Schlachten von Nantwich und Cheriton geschlagen und eine Armee von schottischen Covenantern fiel in den Norden Englands ein, so dass sich die Königstruppen nach York zurückziehen mussten und dort belagert wurden. König Karl hielt sich in Oxford auf, das während des Krieges seine Hauptstadt war. Dort hielt er zwischen dem 25. April und dem 5. Mai Kriegsrat.
Es wurde beschlossen, dass der König sich in Oxford verschanzen sollte, wo er auch durch mehrere umliegende befestigte Städte geschützt sein würde. Der königliche Befehlshaber der Truppen, Prinz Rupert, sollte sich darum kümmern, dass die Situation im Norden geregelt würde. Nachdem Rupert Oxford verlassen hatte, änderte der Rat seine Meinung und suchte nach Möglichkeiten die Truppen im Westen des Landes zu verstärken. Dazu zogen sie die Truppen aus der Festung Reading in Berkshire ab. Dies brachte zwar 2.500 zusätzliche Soldaten für die königliche Armee, gestattete aber gleichzeitig den Armeen des Earl von Essex und Sir William Waller sich auf den Angriff gegen Oxford zu konzentrieren. Am 19. Mai marschierten sie von Reading aus in Richtung Oxford. Am 25. Mai zogen sich die Königstruppen im Angesicht der anrückenden Truppen aus Abingdon zurück. Essex übernahm die Stadt und überquerte die Themse, um die Brücken über den Cherwell, nördlich von Oxford einzunehmen. Gleichzeitig zog Waller mit seinen Truppen südlich von Oxford entlang zur Newbridge, um dort einen Themseübergang zu besetzen.
König Karl befand sich nun in großer Gefahr, in Oxford umzingelt, belagert und zur Kapitulation gezwungen zu werden. Am 3. Juni entschloss sich der König dazu einen Vorstoß Richtung Abingdon zu machen, um Waller zur Rückkehr zu zwingen. Von Abingdon aus marschierte er dann in einem Nachtmarsch westwärts in Richtung Worcester. Seine Truppen bestanden hauptsächlich aus Kavallerie. Der Earl von Essex und Waller verfolgten ihn, aber am 7. Juni kamen beide Heerführer (die sich nicht besonders mochten) in Stow-on-the-Wold zusammen und beschlossen sich zu trennen. Essex wollte nach Lyme Regis ziehen und die dortige Belagerung beenden und Waller sollte den König weiter verfolgen. Dies erlaubte es dem König nach Oxford zurückzukehren und Verstärkungen auszuheben. Danach machte er einen weiteren Vorstoß, der Waller davon überzeugte, dass der König nordwärts marschieren würde. Er drehte aber wieder nach Süden ab und ließ seine Soldaten mit Booten den Avon hinab transportieren. Als Waller merkte, dass er die Königstruppen nicht mehr abfangen konnte, zog er nach Gloucester, um Proviant aufzunehmen. Von dort aus marschierte er am 24. Juni nach Stow-on-the-Wold, wo er erfuhr, dass der König nach Osten marschierte in das von Parlamentstruppen gehaltene Gebiet. Kurz darauf erhielt er die Anweisung, den König zu verfolgen.
Am 27. Juni hatte er bereits Hanwell Castle oberhalb des Cherwell erreicht, während der König noch etwa 7 km voraus in Edgecote war. Am 28. Juni marschierten die Königstruppen nach Banbury. König Karl war entschlossen, sich zur Schlacht zu stellen, aber Sir William Waller stand immer noch in vorteilhafterem Gelände.

## Die Schlacht
Am Samstag, den 29. Juni, begann die Königsarmee sich entlang des Ostufers des Charwell nach Norden zu bewegen. Wallers Armee folgte ihr auf dem anderen Flussufer. Obwohl sich beide Armeen in Sichtweite befanden, wollte es keine wagen, die andere über den Fluss hinweg anzugreifen. Als sie sich Cropredy näherten, befahl der König einer kleinen Einheit Dragoner, die dortige Brücke zu besetzen. Gleichzeitig erhielt er die Nachricht, dass 300 Reiter der Parlamentsarmee sich von Norden näherten, um sich Wallers Armee anzuschließen. Er befahl seiner Armee, schneller zu marschieren, um dies Zusammentreffen zu verhindern. Die Armee wurde dadurch immer weiter auseinandergezogen.
Die Vorhut und der Hauptteil der Truppen hatten einen Fluss an der Haybrücke bereits überquert (in der Nähe der heutigen Stadt Chipping Warden), während die Nachhut, bestehend aus zwei Kavalleriebrigaden des Earl von Cleveland und des erst zwanzigjährigen Earl von Northampton mit etwas Infanterie, noch südlich der Haybrücke standen. Waller sah die Gelegenheit und schickte Generalleutnant John Middleton, 1. Earl of Middleton mit zwei Reiterregimentern und neun Kompanien Infanterie über die Cropredybrücke, um die Nachhut zu isolieren, während er selber 1.000 Mann über die Furt bei Slat Mill, etwa 1,5 km südlich der Brücke, führte, um in einer Zangenbewegung die königliche Nachhut einzukreisen. Die königlichen Dragoner, die immer noch die Cropredybrücke hielten, wurden schnell überwältigt. Middletons Truppen wurden bei ihrem Marsch in Richtung Haybrücke jedoch ebenfalls auseinandergezogen und somit angreifbar. Als Middleton an der Brücke ankam, war diese von königlichen Musketieren besetzt, die dort Barrikaden errichtet hatten und die Brücke blockierten. Gleichzeitig griff der Earl von Cleveland die parlamentarische Infanterie und Artillerie dahinter an. Northamptons Brigade griff Wallers Männer hügelabwärts an und drängte sie über die Slat-Mill-Furt zurück.
Der König war beunruhigt, dass seine Nachhut in Kämpfe verwickelt war, und befahl seiner Armee umzudrehen. Seine berittene Garde unter dem Kommando von Lord Bernard Stewart wurde über die Haybrücke zurückgeschickt, um Cleveland zu helfen. Durch diese Unterstützung war Cleveland in der Lage, einen zweiten Gegenangriff zu starten und Middleton über die Cropredybrücke zurückzudrängen. Dabei mussten sie elf Kanonen zurücklassen (Wallers Ordonnanz, Generalmajor Sir James Wemyss, wurde ebenfalls gefangen genommen). Die Brücke selber wurde von Oberst Ralph Weldons Kent Regiment und dem Tower Hamlet Regiment gehalten. Die Königlichen versuchten, die Brücke einzunehmen, wurden aber zurückgeschlagen. Wallers Artillerieregiment feuerte weiterhin ständig vom Bourton Hügel und zwang den Gegner, sich vom Fluss zurückzuziehen.

## Nach der Schlacht
Gegen Abend standen sich beide Armeen immer noch auf beiden Flussufern des Cherwell gegenüber. König Karl schickte seinen Sekretär Edward Walker als Unterhändler zu Waller, um über die Kapitulation zu verhandeln. Es kam aber zu keiner Einigung. Nachdem der König Informationen erhalten hatte, dass sich weitere Parlamentstruppen auf dem Weg zum Schlachtfeld befinden würden und seine Truppenversorgung zur Neige ging, verließen seine Truppen im Schutze der Dunkelheit das Schlachtfeld. Wallers Kanonen nahmen sie mit. Während die Königstruppen nur wenige Verluste zu beklagen hatten, hatte Waller 700 Mann verloren, wovon viele nach der Schlacht desertiert sind. Durch diese Verluste brach die Moral von Wallers Armee zusammen, von denen die meisten auch nicht mehr so weit von zu Hause kämpfen wollten. Dies war die Gelegenheit für König Karl, in den Westen zu marschieren und Essex zu verfolgen, wo er ihn schließlich nach der Schlacht von Lostwithiel zur Kapitulation zwang.

## Musik
Das Lied Red and Gold von Ralph McTell schildert die Schlacht aus der Sicht eines Unbeteiligten. Auch andere Künstler haben dieses Lied veröffentlicht.